# Лиственная улица (Зеленогорск)
Ли́ственная у́лица — улица в городе Зеленогорске Курортного района Санкт-Петербурга. Проходит от Приморского шоссе до Финского залива.

## История
Изначально называлась Хагулинской улицей. Такой топоним известен с 1907 года и происходит от фамилии домовладельца.
В 1920-х годах улица стала Uusikatu, что с финского языка переводится как Новая улица.
Название Лиственная улица было присвоено после войны по местному признаку.

## Перекрёстки
- Приморское шоссе / улица Танкистов
- Лиственный переулок
- Новая улица
- Приморская улица